# Lampa (província)
Lampa é uma província do Peru localizada na região de Puno. Sua capital é a cidade de Lampa.

## Distritos da província
- Cabanilla
- Calapuja
- Lampa
- Nicasio
- Ocuviri
- Palca
- Paratia
- Pucará
- Santa Lucia
- Vilavila